# とっぱら〜ざしきわらしのはなし〜
『とっぱら〜ざしきわらしのはなし〜』は、2008年9月26日にキャラメルBOXいちご味より発売された18禁ゲーム。

## 概要
妖怪が見える主人公が美女妖怪たちとのふれあいを通して日常を取り戻していく物語。タイトルの「とっぱら」は秋田地方で民話の締めくくりとして多用されるセリフ「とっぴんぱらりのぷう」の略。水木しげるの『ゲゲゲの鬼太郎』(アニメ版）に言及するセリフがしばしば登場する。また、登場する妖怪の多くは、妖怪画で知られる江戸時代の絵師鳥山石燕の画集に取り上げられている。
作中では発売当時、既に一般家庭に普及しているはずの携帯電話や液晶テレビ、インターネットやパソコンなどが全くと言っていいほど登場しておらず、かわりに既にほとんど見られなくなっているはずのブラウン管テレビや旧式のラジカセが描かれており、発売された年代より過去の日本を舞台にしていると思われる描写が多い。
またスタジオジブリのアニメ、平成狸合戦ぽんぽこを思わせる作品について、「去年放映されたアニメ」と作中で言及することから時代設定は1995年だと思われる。

## 歴史
- 2008年9月26日 - Windows用初回版 発売。
- 2008年11月23日 - Windows用通常版 発売。

## あらすじ
とある田舎町「時枝町」。生まれつき妖怪を見ることができる五日市圭治は幼い頃、五日市家に憑いていた座敷童とちょっとしたことでケンカをした結果、座敷童が出て行ってしまい、五日市家は衰退する。さらに、3ヶ月前には、自家用車で出かけていた両親が事故で亡くなってしまい、残された財産のほとんども親戚によって持ち去られてしまう。
世間がゴールデンウィークに入ったある日のこと。不幸のどん底にいた圭治の元に、独り身の男のところに現れるという妖怪・影女の美影が現れたことで、止まっていた圭治の時間は再び動き始めた。

## 登場人物
主人公
五日市 圭治（いつかいち けいじ）
人間（身長：172cm）
時枝学園3年生。生まれつき、妖怪などを見ることができる「見鬼（けんぎ）」と呼ばれる能力を持っている。
彼が住む五日市家の本宅に憑いていた座敷童のミドリと子供の頃にケンカ別れしたため、それ以来不幸の連鎖に襲われた（と思っている）。そのため、現在は妖怪全般を嫌っている。
不幸続きの末、両親は本編の3ヶ月前に交通事故で死亡してしまい、残された財産の大半を親戚に持って行かれてしまった。その後は無気力状態に陥り、食事もスーパー「ササキ」の惣菜弁当やパンで済ませ、親しかった友人とも疎遠になり、荒んだ生活を送っていた。ただし、本来は物静かで心優しい性格。麻婆豆腐が好物でひじきが大の苦手。
圭治はミドリとケンカ別れした時、ミドリが座敷童だと知らなかった。座敷童の事や妖怪の事を知ったのは、後に喜善に教わってからである。
ヒロイン
メインヒロインの着用物のどこかに八卦の紋章がある。その箇所も掲載。なお、八卦の詳細はリンク先を参照のこと。
美影（みかげ）
声 - 佐本二厘
妖怪：影女／八卦紋：乾（けん）･私服の袖（身長：163cm B：85 W：58 H：85）
ある日突然圭治のもとに現れた影女。圭治本人だけでなく、彼の家にも憑いているため、彼と一緒でないと家から出られない。家事一般に秀でており、その存在はまさしく世話焼き女房である。
圭治の寝顔をじっくりと観察してから、枕を引き抜いて起こすのが趣味。家事が終わった後のＴＶ観賞とおやつが大好きで、幸子におやつを取られたときは本気で怒った。
料理万能でも蟹だけは苦手らしく、圭治がイソラから貰った沢蟹を見た時は「小さいから大丈夫」と自分を奮い立たせている。
圭治の事を好きになったため、彼とずっと一緒に居たいと思ったミドリの半身が転生した姿。転生した際の無理が祟って、影女として安定するのに数年の時間を必要とした。残りの半身については幸子を参照のこと。
転生のために圭治から離れていた間に彼の身に降りかかった不幸を自分のせいだと気に病み、ついには我が身を犠牲にして禁断の術を行ってしまう。
幸子（さちこ）
声 - 木村あやか
妖怪：疫病神／八卦紋：巽（そん）･うちわの柄（身長：152cm B：73 W：54 H：72）
座敷童のミドリの後釜に座った疫病神。圭治本人ではなく彼の家に憑いているため、彼が転居すると彼女の影響は及ばなくなる。影女と異なり単独で憑いている家から出ることはできるが、あまり遠くに離れることはできない。
実はミドリが影女に転生した時に飛び出した半身が消えかかっていた疫病神と結びついたものであり、様々な土地を転々とした末に両親が事故死した後の圭治の家に住み憑いた。
屋根裏部屋に居るところを見つかってからは開き直って堂々と姿を見せるようになり、美影の作る料理まで食卓で食べるようになる。
圭治の不幸がエネルギーの元で、圭治が幸せな気分になると反比例するように元気が無くなる。また、風呂に入って体を洗うと身に纏っている「疫を呼ぶ力」が落ちてしまい、幸子自身も人間が風邪を引いたような状態になってしまう。
彼女のルートの最終局面では、圭治のことが好きになった彼女は「自分がいると彼が不幸になる」と思い、以前圭治が壊した招き猫（穂波から渡された。詳細は穂波の項目を参照）を復元しその力で自分を祓おうとする。その副作用で彼女は疫病神から福神へと変化した。
本人曰く、年齢は51。日本初のテレビ放送が始まった年の生まれらしい。
瀬織（せおり）
声 - 深井晴花
妖怪：橋姫／八卦紋：震（しん）･ひょうたん（身長：165cm B：81 W：57 H：86）
篠橋に居着いた橋姫。彼女の影響で篠橋は「カップルで渡ると別れる」という噂が立ち、「別れ橋」という別名で呼ばれることになった。マンガが大好きで、あらゆるジャンルのものを読む。怒るとすぐに蹴りが出る（たまに手も出る）。神代の昔、婚約者だった天照大神が「民の求め」によって男神から女神に変化（へんげ）したために振られ、そのことを恨みに思って橋姫となった。彼女は人間の姿を取れるため、お金が必要になると街角で占い師をやって稼いでいる。
瀬織（瀬織津比売）。伊邪那岐神が国生みの時、黄泉の国より帰還した際に行った禊から生まれた祓戸大神（ハラエドノオオカミ）四柱の1柱。「もろもろの禍事・罪・穢れを川から海へ流す神」として知られる。
別名：鈴鹿権現（スズカゴンゲン）
藤花ルートに出てくる磐長媛とは旧知の間柄では有るが、苦手としている。
一般に橋姫として有名な「宇治の橋姫」とは違うので一緒にするなと主張している。
千鶴美（ちづみ）
声 - 金田まひる
妖怪：??／八卦紋：離（り）･ブローチ（身長：146cm B：69 W：54 H：71）
圭治のことを「ご主人様」と呼びながら飛びついてきた。何かの動物の化身のようだが、変化する際にかなり無理をしたためか記憶のほとんどを失っていてよくわからない。縁起物を見つけては圭治のもとに持ってくるため、幸子の天敵とも言える存在。また、そのこと（縁起物探し）に力を使っているせいか、いつも腹を空かせている。
実は、圭治が幼い頃に保護したツチノコの化身で、彼の身辺の異変に気付き、彼女なりの方法（縁起物を集める）で彼を助けようとしていた。
白沢 佐久夜（しらさわ さくや）
声 - まきいづみ
妖怪：白澤／八卦紋：坤（こん）･帽子（身長：167cm B：94 W：60 H：88）
時枝学園近くの白沢商店で、先代店主の老婆が毎日拝んでいた商売繁盛のお札から老婆の死後に現れた白澤。彼女は人の姿を取ることができるため普通の人間でも見ることができるが、その姿が圭治の見ているものと同じかどうかは定かではない。カウベルや牛模様のエプロン・帽子を身につけていて巨乳のため、口の悪い子どもには「牛ねーちゃん」と呼ばれている。彼女の左腕のバングルにつけられた札には「398」という数字があり、「さくや」を表していると思われる。実は白澤ではなくよく似た妖怪の件（くだん）であり、彼女の予言が曖昧なのもそのためであった。
人間として実体化しているためか、普通に人間の食べるものを食べなければいけない。菜食主義だが大食漢で、圭治はおやつと称して出された料理の量に驚いていた。
藤花（とうか）
声 - 青山ゆかり
妖怪：九尾の狐（殺生石）／八卦紋：兌（だ）･髪留め（身長：166cm B：89 W：59 H：89）
長い眠りから覚めた妖狐。藤湯神社に祀られているというが、神社の由来書きに記されている祭神（磐長媛）とは異なる。また、境内にある稲荷神とも異なるとのこと。これまでの自らの行いを省みて、善い妖狐になるべく努力中であるが、さしあたって何をしたらいいのかがわからないため温泉三昧の毎日を過ごしている。結果的にではあるが、男を誑（たぶら）かして悪事を行わせてしまった事がトラウマになってしまい、長期間殺生石に封じられているうちに男が苦手になってしまった。稲荷寿司が好物。
藤花自身は玉藻の前本人と名乗っている。しかし、玉藻の前が変化して逃げる際に見せた姿は金毛2尾であったとの説もあり、妲己のふりをした金毛九尾とは別との見方もある。そのあたりは作中でも喜善の話として語られている。なお、藤花の尻尾は2尾である。
イソラ
声 - 水鏡
妖怪：河童／八卦紋：坎（かん）･服の胸の辺り（身長：150cm B：72 W：55 H：72）
主人公の幼なじみの河童。主人公とはここ10年ほど会っていなかった。きゅうりが好物。河童には雌雄の違いがなく、以前は幼少の圭治と遊ぶために少年の姿を取っていたが、彼が成長して女性と接しているところを目撃してからは少女の姿を取るようになった。一人称は「ボク」。
住処にしている元木川の上流で産廃処分場の建設が始まり、水質汚染のおそれが出てきたため、姿を消した。
瑞原 穂波（みずはら ほなみ）
声 - 安玖深音
人間／八卦紋：艮（ごん）･私服の首飾り（身長：160cm B：82 W：54 H：81）
時枝学園の3年生。郷土史研究部の部長であるが、彼女の妖怪・怪異好きにより同部は妖怪研究会と成り果てている。もともと神社をやっていた家系のせいか、少し巫女の真似事などができる。また、見鬼ではないものの、少しは妖怪を感じることができる。例えば美影がお茶を淹れているところは、急須が勝手に浮いて湯飲みにお茶を注いでいるように見える（普通の人には、発生した現象の辻褄を合わせるため、その場にいる他の人間がお茶を淹れているように見える）。
また、彼女の家の倉にはなぜか玄翁が殺生石を砕くのに用いた大金槌（ハンマー）がある。
彼女の親戚の山臥が祈祷した招き猫の置物は幸子に、お札は美影・幸子双方にとって致命的なダメージを与えるアイテムとなっている。
メインヒロイン唯一の人間キャラ。シーンリプレイでは単独表示ではなくその他扱いでは有るものの、Hシーンは3回と頑張っている。
サブキャラクター
鈴（すず）
声 - まきいづみ
妖怪：鈴彦姫
藤湯神社の鈴が長い時を経て付喪神となったもので、今は藤花の眷属となっている。普段は幼女のような姿であるが、大人の姿をとることもできる。実は藤湯神社の祭神、磐長媛が神社の鈴に力を与えて創り上げたもので、大人の姿は磐長媛の姿でもある。藤花ルートの最終局面では磐長媛に乗っ取られてしまう。
鈴の化身であるはずだが、ウサギの耳をしている。
ミドリ
声 - 佐本二厘
妖怪：座敷童
五日市家の本宅（圭治の家）に憑いていた座敷童。圭治とのケンカの末、出て行った。
全ヒロイン攻略後に美影ラストからミドリルートに発展。美影・幸子共にミドリの半身が転生した姿だったため、ミドリが復活した後には美影・幸子は消えてしまう。
圭治はケンカ別れしたと思っていたが、実は彼のことが好きになってずっとそばにいたいと思ったミドリが、その思いを実現するべく影女に転生するために姿を消していた。　
風野 三郎（かぜの さぶろう）
人間
時枝学園の3年生。郷土史研究部副部長。飄々としている。その名前から穂波は彼が「風の又三郎」ではないかと疑っているが、圭治が見たところ「普通の人間」とのことである。両親はおらず、妹も家出したとのことで、目下一人暮らしを謳歌しているようである。様々な種類の本を読むのが趣味。
五日市 喜善（いつかいち きぜん）
人間
圭治の大叔父で現在の親権者。五日市家の別宅に住んでいる。民俗学者で、彼の著書は時枝学園郷土史研究部にも寄贈されている。彼も圭治同様「見鬼」で妖怪などを見ることができる。生活能力に欠け、家の中は散らかり放題である。過去には結婚していた事もあったらしい。

## 用語
時枝町（ときえだちょう）
この作品の舞台となる山あいの扇状地に広がり、中央を後述の元木川が流れる自然豊かな田舎町。古き良き日本の風景を色濃く残している。主要産業は農業及び林業で、近年は少しずつ宅地化が進みつつあるが、若者の人口流出も進んでいる。
藤湯温泉（ふじゆおんせん）
町の北部の山中に位置する藤湯神社（後述）の近くにある温泉。混浴の露天風呂で、周囲には更衣室くらいしか無い。入湯料は1回120円。自己申告で、更衣室に備え付けの缶に投入する。効能はいろいろあるようだが、林業従事者が時折利用するくらいで、文字通り秘湯である。
藤湯神社（ふじゆじんじゃ）
藤湯温泉の近くにある由緒ある鎮守の神社。祭神は磐長媛。殺生石が御神体として置かれており、境内には稲荷社もある。参拝客は少なく、朽ちかけている。
元木川（もときがわ）
時枝町の中央を流れる清流で、ヤマメやイワナ、アユなどを釣ることができる。上流には泳ぐことのできる渓流もあるが、近年、さらに上流に産廃処分場の建設計画が持ち上がっている。
篠橋（しのばし）
元木川にかかる橋。スーパー「ササキ」（後述）の近くにある。最近、「この橋を渡った恋人は別れる」という噂が立っている。
スーパー「ササキ」
時枝町民の生活を支える拠点と言っても差し支えないショッピングセンター（大型スーパー）。食のみならず衣・住（家具・家電など）に関してもある程度はここで揃う。
白沢商店（しらさわしょうてん）
時枝学園（後述）の近くにある個人商店兼駄菓子屋。ほぼこの町のコンビニ代わりである。2年ほど前に経営者の老婆が亡くなって閉店していたが、最近再開した。子ども達の遊び場でもあり、また老人達の社交場でもある。
時枝学園（ときえだがくえん）
時枝町にある公立中高一貫校。競争とはあまり縁がなく、ある意味のんびりとした校風。生徒の大半は農家の子供のため、ゴールデンウィークの期間は七連休になっている。なお部活動への加入は義務づけられていない。
見鬼（けんぎ）
妖怪や怪異を見ることができる人間のこと。
携帯電話（けいたいでんわ）
作品内では、携帯電話は一般家庭にまで普及していない。
テレビ
作品内ではブラウン管テレビが主流。液晶テレビ及び薄型テレビは登場しない。
花火玉の燃え残り（はなびだまのもえのこり）
千鶴美の集めた縁起物。
ヘビの抜け殻（-ぬけがら）
千鶴美の集めた縁起物。財布に入れておくとお金が貯まるという言い伝えがある。
ケサランパサラン
千鶴美の集めた縁起物。箱に入れ、白粉を与えて育てると幸運をもたらすという。

## スタッフ
- シナリオ：由比 雅雪・なたけ・南方 かなか
- キャラクターデザイン・原画：アマクラ
- CG監修：南 幸紀
- CG制作：夕燈 とび・柳・かやか・天乃 アト・南 幸紀
- SDキャラクターデザイン・原画：クロサキ
- 背景制作：草薙（KUSANAGI）
- 背景差分制作：神威 光司
- ムービー制作：神月社［Mju:z］
- プログラム：綾河・なかまる・電柱一家
- スクリプト：由比 雅雪・なかまる・綾河
- デザインワーク：デザインワークショップ スクアドラ
- キャスティング：まつぬま ひろゆき
- 音声収録：まつぬま ひろゆき・一戸 良平・西村 光平
- セールスプランニング：河原 慎一朗・小山 秀一
- セールスプロモーション：村 敏彦・加藤 伸也
- 販売営業：仕入販売部（ホビボックス株式会社）
- 広報：はむこ
- WEB広報：さじたひかる
- デバッグ：株式会社デジタルハーツ・キャラメルBOXスタッフ
- Special Thanks：銭取・ごきち・エノモト・もび子
- エグゼクティブプロデューサー：倉崎 克之・渡邊 憲博
- 制作協力：ホビボックス株式会社
- ディレクター：カヴ

### 楽曲
音楽：Funczion SOUNDS
- OP:あたしらしく！（作詞：キャラメルBOX、作・編曲：上上上、歌：MAORICA〈Marica+榎津まお〉）
- ED1:rebirthday eve（作詞：キャラメルBOX、作・編曲：上上上、歌：Marica）
- ED2:とっぴんぱらりのぷう（作詞：キャラメルBOX、作曲：Marica、編曲：BB、歌：Marica）

## 関連商品
- オリジナルサウンドトラックCD「『とっぱら』オリジナルサウンドトラック」（2008年9月26日発売）
- ミニゲーム「とっぱら〜だんじょんのはなし〜」（コミックマーケット75で販売された「激福袋」に封入）
- とっぱら〜ざしきわらしのはなし〜オフィシャルファンブック（彩文館出版 ISBN 4-7756-0378-7）

## その他
- 初回版恒例の絵本「大きな少年少女世界名作の森シリーズ」は「さるかに合戦」。
- 音声ボリューム設定で再生される以下のセリフは、これまでのキャラメルBOX各作品のキャッチフレーズである
- 恒例の「なかまるコマンド」でちょっとしたお遊びシナリオを見ることができる。やり方は、タイトル画面でキーボードから「nkmr」と入力。